# Matinas de Bruges
As Matinas de Bruges (em neerlandês:  Brugse Metten) foi o massacre noturno da guarnição francesa em Bruges e seus partidários  nl, uma facção política favorável ao domínio francês, em 18 de maio de 1302 pelos membros da milícia local flamenga. Foi denominado "Matinas" (em referência a uma liturgia monástica) por analogia às Vésperas Sicilianas de 1282. A revolta levou à Batalha das Esporas Douradas, que viu a milícia flamenga derrotar as tropas francesas em 11 de julho de 1302.

## Antecedentes
As cidades de Flandres detinham os direitos exclusivos para a importação de lã de ovelha da Inglaterra. Isso tornou os comerciantes que compunham a burguesia muito ricos e poderosos, tanto que conseguiram forçar Margarida II, a Condessa de Flandres, a permitir que se tornassem comunidades autônomas. Isso colocou os plebeus em conflito direto com os nobres nas cidades. Quando Margarida abdicou em 1278 em favor de seu filho Guido de Dampierre, os nobres buscaram uma aliança com o rei francês Filipe, o Belo (sendo Flandres um vassalo da França na época). Guido, como sua mãe, favorecia mais controle local do território e se irritava com isso, mas o rei viu uma oportunidade de dominar um condado problemático. Em 1287 a aliança estava completa. Isso levou à Guerra Franco-Flamenga em 1297, durante a qual tropas reais tomaram conta da cidade, uma ação altamente impopular que causou medo e raiva generalizados entre os flamengos em Bruges. Guido se rendeu a Filipe em 1300, e Jacques de Châtillon foi nomeado governador.

## História
O ponto de virada foi uma visita do Rei Filipe e da Rainha Joana a Bruges. Os Leliaards organizaram festas extravagantes para o casal, e para custear os gastos, aumentaram os impostos sobre a classe mercantil. Isso foi recebido com indignação, pois os partidários de Guido, conhecidos como Clauwerts, ficaram indignados por ter que pagar pelas celebrações dos vencedores. Jacques de Châtillon trouxe um exército de 2 mil cavaleiros para manter a ordem em Bruges. Rumores rapidamente se espalharam de que os líderes dos Clauwerts, bem como suas famílias, seriam todos executados.
Na noite de 17 de maio de 1302, Châtillon organizou um banquete para suas tropas. Aproveitando-se do fato de que os cavaleiros estariam cansados depois de festejar a noite toda, ao amanhecer do dia seguinte, insurrecionistas armados liderados por Pieter de Coninck e Jan Breydel entraram nas casas onde os franceses estavam alojados e os massacraram enquanto dormiam usando seus "goedendag", uma lança afiada que enfiavam na garganta das vítimas. Segundo a tradição, para distinguir os franceses dos nativos, pediam aos suspeitos para repetir o shibboleth: "schild en vriend", que significa "escudo e amigo", uma frase difícil de pronunciar para um falante francês. Outra versão sugere a alternativa "des gilden vriend", "amigo das guildas". Apenas Châtillon, que escapou disfarçado de padre depois de falhar em reorganizar a guarnição, e um punhado de franceses conseguiram escapar com suas vidas. Estima-se que aproximadamente 2 mil pessoas morreram.
Após as Matinas de Bruges, Jan Breydel e Pieter de Coninck foram celebrados como os líderes da insurreição. Sua estátua, que foi uma iniciativa de Julius Sabbe, decora o mercado em Bruges desde 1887.

## Consequências
Châtillon seguiu para Paris para levar a notícia do massacre a Filipe, que jurou vingança, e enviou um exército de cerca de 8 500 homens para conquistar a cidade. Enquanto isso, os filhos de Guido João e Guido de Namur, bem como seu neto Guilherme de Jülich, reuniram seu próprio exército para enfrentar os franceses, e as duas forças se confrontaram na Batalha das Esporas Douradas em 11 de julho de 1302, que resultou em uma vitória inesperada para os flamengos.

### Citações
1. 1 2 3 4  Pirenne 2004, p. 75.
2. ↑  Pirenne 2004, pp. 52–53.
3. ↑  Lottin 1989, p. 106.
4. ↑  Pirenne 2004, p. 74.
5. ↑  Omond 1908, p. 40.
6. ↑  Omond 1908, pp. 42–43.
7. ↑  Omond 1908, pp. 43–44.
8. ↑  Pirenne 2004, pp. 76, 127.
9. ↑  Omond 1908, pp. 44–45.
10. ↑  Omond 1908, pp. 45–46.
11. ↑  Weymeis, Chris (2 de março de 2016). «Brugse standbeeld Jan Breydel en Pieter de Coninck kleurt Gents» (em neerlandês). KW.be
12. ↑  Omond 1908, p. 46.
13. ↑  Tucker 2010, p. 294.